# Wohlfahrtia stackelbergi
Wohlfahrtia stackelbergi är en tvåvingeart som beskrevs av Boris Borisovitsch Rohdendorf 1956. Wohlfahrtia stackelbergi ingår i släktet Wohlfahrtia och familjen köttflugor. Inga underarter finns listade i Catalogue of Life.